# La Liga de 2024–25
A LALIGA de 2024–25 (conhecida como LALIGA EA Sports por razões de patrocínio) foi a 94ª edição da LALIGA. A temporada começou em 15 de agosto de 2024 e tem previsão de terminar em 25 de maio de 2025. O atual detentor e defensor do título é o Real Madrid.

## Regulamento
Os 20 clubes se enfrentam em jogos de ida e volta no sistema de pontos corridos. O clube que somar o maior número de pontos será declarado campeão. Além do campeão, o 2º, 3º e 4º colocados garantem vagas na Liga dos Campeões da UEFA. Já o 5º colocado tem vaga na Liga Europa da UEFA, enquanto o 6º colocado ganha vaga na Liga Conferência Europa da UEFA. Por outro lado, os três piores clubes são rebaixados à Segunda Divisão Espanhola.

### Critérios de desempate
Em caso de empate entre dois clubes, os critérios são:
1. Confronto direto
2. Saldo de gols
3. Gols marcados.

Se o empate envolver três ou mais clubes, os critérios de desempate são:
1. Confronto direto entre as equipes envolvidas
2. Saldo de gols apenas nos jogos entre as equipes envolvidas
3. Saldo de gols no campeonato
4. Gols marcados no campeonato
5. Clube com melhor fair play.[4]

## Participantes

### Promovidos e rebaixados
| Pos. | Rebaixados da La Liga de 2023–24 |
| ---- | -------------------------------- |
| 18°  | Cádiz                            |
| 19°  | Almería                          |
| 20°  | Granada                          |

| Pos. | Promovidos da La Liga 2 de 2023–24 |
| ---- | ---------------------------------- |
| 1º   | Leganés                            |
| 2º   | Valladolid                         |
| 3º   | Espanyol (Play-offs)               |

### Informações dos clubes
| Clube           | Localização                | Estádio                       | Capacidade |
| --------------- | -------------------------- | ----------------------------- | ---------- |
| Alavés          | Vitoria-Gasteiz            | Mendizorrotza                 | 19 840     |
| Athletic Bilbao | Bilbao                     | San Mamés                     | 53 289     |
| Atlético Madrid | Madrid                     | Cívitas Metropolitano         | 68,456     |
| Barcelona       | Barcelona                  | Estadi Olímpic Lluís Companys | 55 926     |
| Celta de Vigo   | Vigo                       | Abanca-Balaídos               | 29 000     |
| Espanyol        | Cornellà de Llobregat      | RCDE Stadium                  | 40 000     |
| Getafe          | Getafe                     | Coliseum Alfonso Pérez        | 17 393     |
| Girona          | Girona                     | Montilivi                     | 11 810     |
| Granada         | Granada                    | Nuevo Los Cármenes            | 19 336     |
| Las Palmas      | Las Palmas de Gran Canaria | Gran Canaria                  | 31 250     |
| Leganés         | Leganés                    | Butarque                      | 13 089     |
| Mallorca        | Palma                      | Son Moix                      | 23 142     |
| Osasuna         | Pamplona                   | Reyno de Navarra              | 23 576     |
| Rayo Vallecano  | Madrid                     | Vallecas                      | 14 708     |
| Real Betis      | Sevilha                    | Benito Villamarín             | 60 721     |
| Real Madrid     | Madrid                     | Santiago Bernabéu             | 81 044     |
| Real Sociedad   | San Sebastián              | Estádio Anoeta                | 39 500     |
| Sevilla         | Sevilha                    | Ramón Sánchez Pizjuán         | 43 883     |
| Valencia        | Valencia                   | Mestalla                      | 49 430     |
| Valladolid      | Valladolid                 | José Zorrilla                 | 27 618     |
| Villarreal      | Villarreal                 | Estádio de La Cerámica        | 23 000     |

## Classificação
| Pos | Equipe             | Pts | J  | V  | E  | D  | GP  | GC | SG  | Classificação ou descenso                                   |
| --- | ------------------ | --- | -- | -- | -- | -- | --- | -- | --- | ----------------------------------------------------------- |
| 1   | Barcelona (C)      | 88  | 38 | 28 | 4  | 6  | 102 | 39 | +63 | Fase de Liga da Liga dos Campeões da UEFA de 2025–26        |
| 2   | Real Madrid        | 84  | 38 | 26 | 6  | 6  | 78  | 38 | +40 | Fase de Liga da Liga dos Campeões da UEFA de 2025–26        |
| 3   | Atlético de Madrid | 76  | 38 | 22 | 10 | 6  | 68  | 30 | +38 | Fase de Liga da Liga dos Campeões da UEFA de 2025–26        |
| 4   | Athletic Bilbao    | 70  | 38 | 19 | 13 | 6  | 54  | 29 | +25 | Fase de Liga da Liga dos Campeões da UEFA de 2025–26        |
| 5   | Villarreal         | 70  | 38 | 20 | 10 | 8  | 71  | 51 | +20 | Fase de Liga da Liga dos Campeões da UEFA de 2025–26        |
| 6   | Betis              | 60  | 38 | 16 | 12 | 10 | 57  | 50 | +7  | Fase de Liga da Liga Europa da UEFA de 2025–26              |
| 7   | Celta de Vigo      | 55  | 38 | 16 | 7  | 15 | 59  | 57 | +2  | Fase de Liga da Liga Europa da UEFA de 2025–26              |
| 8   | Rayo Vallecano     | 52  | 38 | 13 | 13 | 12 | 41  | 45 | −4  | Play-off da Liga Conferência da UEFA de 2025–26             |
| 9   | Osasuna            | 52  | 38 | 12 | 16 | 10 | 48  | 52 | −4  |                                                             |
| 10  | Mallorca           | 48  | 38 | 13 | 9  | 16 | 35  | 44 | −9  |                                                             |
| 11  | Real Sociedad      | 46  | 38 | 13 | 7  | 18 | 35  | 46 | −11 |                                                             |
| 12  | Valencia           | 46  | 38 | 11 | 13 | 14 | 44  | 54 | −10 |                                                             |
| 13  | Getafe             | 42  | 38 | 11 | 9  | 18 | 34  | 39 | −5  |                                                             |
| 14  | Espanyol           | 42  | 38 | 11 | 9  | 18 | 40  | 51 | −11 |                                                             |
| 15  | Alavés             | 42  | 38 | 10 | 12 | 16 | 38  | 48 | −10 |                                                             |
| 16  | Girona             | 41  | 38 | 11 | 8  | 19 | 44  | 60 | −16 |                                                             |
| 17  | Sevilla            | 41  | 38 | 10 | 11 | 17 | 42  | 55 | −13 |                                                             |
| 18  | Leganés            | 40  | 38 | 9  | 13 | 16 | 39  | 56 | −17 | Zona de rebaixamento à Segunda Divisão Espanhola de 2025–26 |
| 19  | Las Palmas         | 32  | 38 | 8  | 8  | 22 | 40  | 61 | −21 | Zona de rebaixamento à Segunda Divisão Espanhola de 2025–26 |
| 20  | Valladolid         | 16  | 38 | 4  | 4  | 30 | 26  | 90 | −64 | Zona de rebaixamento à Segunda Divisão Espanhola de 2025–26 |

1. ↑  A La Liga ganha uma vaga adicional na Liga dos Campeões, já que a Espanha conquistou um dos dois European Performance Spots (EPS) concedidos às duas associações com os maiores pontos de coeficiente da UEFA em 2024–25.
2. ↑  Os vencedores da Copa del Rey de 2024–25 também se classificarão para a fase da Liga Europa (ou para o sexto colocado se os vencedores da Copa del Rey terminarem entre os cinco primeiros).
3. 1 2  Rayo Vallecano está à frente do Osasuna no confronto direto: Rayo Vallecano 3–1 Osasuna, Osasuna 1–1 Rayo Vallecano.
4. 1 2  A Real Sociedad está à frente do Valencia no saldo de gols no confronto direto: Real Sociedad 3–0 Valencia, Valencia 1–0 Real Sociedad.

## Confrontos
| Mandante \ Visitante | ALA    | ATH | ATM   | BAR    | CEL | ESP | GET | GIR | LPA | LEG | MLL | OSA    | RAY | BET    | RMA    | RSO    | SEV | VAL    | VLL | VIL    |
| -------------------- | ------ | --- | ----- | ------ | --- | --- | --- | --- | --- | --- | --- | ------ | --- | ------ | ------ | ------ | --- | ------ | --- | ------ |
| Alavés               | —      | 1–1 | 3 May | 0–3    | 1–1 | 0–1 | 0–1 | 0–1 | 2–0 | 1–1 | 1–0 | 25 May | 0–2 | 0–0    | 0–1    | 1–0    | 2–1 | 14 May | 2–3 | 1–0    |
| Athletic Bilbao      | 11 May | —   | 0–1   | 25 May | 3–1 | 4–1 | 1–1 | 3–0 | 1–0 | 0–0 | 1–1 | 0–0    | 3–1 | 1–1    | 2–1    | 1–0    | 1–1 | 1–0    | 7–1 | 2–0    |
| Atlético de Madrid   | 2–1    | 1–0 | —     | 2–4    | 1–1 | 0–0 | 1–0 | 3–0 | 2–0 | 3–1 | 2–0 | 1–0    | 3–0 | 18 May | 1–1    | 11 May | 4–3 | 3–0    | 4–2 | 1–1    |
| Barcelona            | 1–0    | 2–1 | 1–2   | —      | 4–3 | 3–1 | 1–0 | 4–1 | 1–2 | 0–1 | 1–0 | 3–0    | 1–0 | 1–1    | 11 May | 4–0    | 5–1 | 7–1    | 7–0 | 18 May |
| Celta de Vigo        | 2–1    | 1–2 | 0–1   | 2–2    | —   | 0–2 | 1–0 | 1–1 | 1–1 | 2–1 | 2–0 | 1–0    |     | 3–2    | 1–2    | 2–0    |     | 3–1    | 3–1 | 3–0    |
| Espanyol             | 3–2    | 1–1 | 1–1   | 0–2    | 3–1 | —   | 1–0 | 1–1 |     | 1–1 | 2–1 | 0–0    | 2–1 |        | 1–0    | 0–1    | 0–2 | 1–1    | 2–1 | 1–2    |
| Getafe               | 2–0    |     | 2–1   | 1–1    |     | 1–0 | —   | 0–1 | 1–3 | 1–1 | 0–1 | 1–1    | 0–0 | 1–2    | 0–1    | 0–0    | 0–0 | 1–1    | 2–0 | 1–2    |
| Girona               | 0–1    | 2–1 |       | 1–4    | 2–2 | 4–1 | 1–2 | —   | 2–1 | 4–3 |     | 4–0    | 0–0 | 1–3    | 0–3    | 0–1    | 1–2 | 1–1    | 3–0 |        |
| Las Palmas           | 2–2    | 2–3 | 1–0   | 0–2    | 0–1 | 1–0 | 1–2 | 1–0 | —   |     | 2–3 | 1–1    |     | 1–1    | 1–1    | 1–3    | 2–2 |        | 2–1 | 1–2    |
| Leganés              | 3–3    | 0–2 | 1–0   | 0–1    | 3–0 |     | 1–0 | 1–1 | 2–1 | —   | 0–1 | 1–1    | 0–1 | 2–3    | 0–3    | 0–3    | 1–0 | 0–0    |     | 2–5    |
| Mallorca             | 1–1    | 0–0 | 0–1   | 1–5    | 1–2 | 2–1 |     | 2–1 | 3–1 | 0–0 | —   | 1–1    | 1–0 | 0–1    | 1–1    | 1–0    | 0–0 | 2–1    |     | 1–2    |
| Osasuna              | 2–2    | 1–2 |       | 4–2    | 3–2 |     | 1–2 | 2–1 | 2–1 | 1–1 | 1–0 | —      | 1–1 | 1–2    | 1–1    | 2–1    | 1–0 | 3–3    | 1–0 | 2–2    |
| Rayo Vallecano       | 1–0    | 1–2 | 1–1   | 1–2    | 2–1 | 0–4 |     | 2–1 | 1–3 | 1–1 |     | 3–1    | —   |        | 3–3    | 2–2    | 1–1 | 1–1    | 1–0 | 0–1    |
| Betis                | 1–3    | 2–2 | 1–0   | 2–2    | 2–2 | 1–0 | 2–1 | 1–1 | 1–0 | 2–0 | 1–2 |        | 1–1 | —      | 2–1    | 3–0    | 2–1 |        | 5–1 | 1–2    |
| Real Madrid          | 3–2    | 1–0 | 1–1   | 0–4    |     | 4–1 | 2–0 | 2–0 | 4–1 | 3–2 |     | 4–0    | 2–1 | 2–0    | —      |        | 4–2 | 1–2    | 3–0 | 2–0    |
| Real Sociedad        | 1–2    | a   | 1–1   | 1–0    |     | 2–1 | 0–3 |     | 0–0 | 3–0 | 0–2 | 0–2    | 1–2 | 2–0    | 0–2    | —      | 0–1 | 3–0    | 2–1 | 1–0    |
| Sevilla              | 1–1    | 0–1 | 1–2   | 1–4    | 1–0 | 1–1 | 1–0 | 0–2 |     |     | 1–1 | 1–1    | 1–0 | 1–0    |        | 0–2    | —   | 1–1    | 2–1 | 1–2    |
| Valencia             | 2–2    |     | 0–3   | 1–2    | 2–1 | 1–1 |     | 2–0 | 2–3 | 2–0 | 1–0 | 0–0    | 0–1 | 4–2    | 1–2    | 1–0    | 1–0 | —      | 2–1 | 1–1    |
| Valladolid           |        | 1–1 | 0–5   |        | 0–1 | 1–0 | 0–4 |     | 1–1 | 0–0 | 1–2 | 2–3    | 1–2 | 1–0    | 0–3    | 0–0    | 0–4 | 1–0    | —   | 1–2    |
| Villarreal           | 3–0    | 0–0 | 2–2   | 1–5    | 4–3 |     | 1–1 | 2–2 | 3–1 |     | 4–0 |        | 1–1 | 1–2    | 1–2    | 2–2    |     | 1–1    | 5–1 | —      |

## Estatísticas
Atualizado em 28 de março de 2025.

### Artilheiros
| Pos. | Jogador            | Equipe             | Gols |
| ---- | ------------------ | ------------------ | ---- |
| 1    | Robert Lewandowski | Barcelona          | 23   |
| 2    | Kylian Mbappé      | Real Madrid        | 22   |
| 3    | Ante Budimir       | Osasuna            | 15   |
| 4    | Raphinha           | Barcelona          | 13   |
| 4    | Oihan Sancet       | Athletic Bilbao    | 13   |
| 6    | Dodi Lukebakio     | Sevilla            | 11   |
| 6    | Ayoze Pérez        | Villarreal         | 11   |
| 6    | Julián Álvarez     | Atlético de Madrid | 11   |
| 6    | Kike García        | Alavés             | 11   |
| 6    | Alexander Sørloth  | Atlético de Madrid | 11   |

### Assistentes
| Pos. | Jogador           | Equipe             | Assists. |
| ---- | ----------------- | ------------------ | -------- |
| 1    | Lamine Yamal      | Barcelona          | 11       |
| 2    | Raphinha          | Barcelona          | 8        |
| 2    | Iñaki Williams    | Athletic Bilbao    | 8        |
| 4    | Álex Baena        | Villarreal         | 7        |
| 4    | Álex Berenguer    | Athletic Bilbao    | 7        |
| 6    | Jude Bellingham   | Real Madrid        | 6        |
| 6    | Sergi Cardona     | Villarreal         | 6        |
| 6    | Saúl Ñíguez       | Sevilla            | 6        |
| 6    | Dani Rodríguez    | Mallorca           | 6        |
| 10   | Rodrygo           | Real Madrid        | 5        |
| 10   | Vinícius Júnior   | Real Madrid        | 5        |
| 10   | Antoine Griezmann | Atlético de Madrid | 5        |
| 10   | Sergio Gómez      | Real Sociedad      | 5        |
| 10   | Óscar Mingueza    | Celta de Vigo      | 5        |
| 10   | Miguel Gutiérrez  | Girona             | 5        |
| 10   | Álvaro García     | Rayo Vallecano     | 5        |
| 10   | Nico Williams     | Athletic Bilbao    | 5        |
| 10   | Bryan Zaragoza    | Osasuna            | 5        |
| 10   | Giuliano Simeone  | Atlético de Madrid | 5        |
| 10   | Oliver McBurnie   | Las Palmas         | 5        |

### Hat-tricks
| Jogador            | Para            | Contra     | Resultado | Data                   | Ref.  |
| ------------------ | --------------- | ---------- | --------- | ---------------------- | ----- |
| Raphinha           | Barcelona       | Valladolid | 7–0 (C)   | 1 de setembro de 2024  |       |
| Javi Puado         | Espanyol        | Alavés     | 3–2 (C)   | 14 de setembro de 2024 |       |
| Robert Lewandowski | Barcelona       | Alavés     | 3–0 (F)   | 6 de outubro de 2024   |       |
| Vinícius Júnior    | Real Madrid     | Osasuna    | 4–0 (C)   | 9 de novembro de 2024  |       |
| Thierno Barry      | Villarreal      | Leganés    | 5–2 (F)   | 22 de dezembro de 2024 | [ 8 ] |
| Kike García        | Alavés          | Betis      | 3–1 (F)   | 18 de janeiro de 2025  |       |
| Kylian Mbappé      | Real Madrid     | Valladolid | 3–0 (F)   | 25 de janeiro de 2025  |       |
| Oihan Sancet       | Athletic Bilbao | Girona     | 3–0 (C)   | 8 de fevereiro de 2025 |       |

## Prêmios

### Campeão
| La Liga de 2024–25              |
| ------------------------------- |
| Barcelona Campeão (28.º título) |

### Prêmios mensais
| Mês       | Treinador do Mês  | Treinador do Mês   | Jogador do Mês     | Jogador do Mês  | Gol do Mês       | Gol do Mês      | Defesa do Mês   | Defesa do Mês      | Referências                 |
| Mês       | Treinador         | Clube              | Jogador            | Clube           | Jogador          | Clube           | Jogador         | Clube              | Referências                 |
| --------- | ----------------- | ------------------ | ------------------ | --------------- | ---------------- | --------------- | --------------- | ------------------ | --------------------------- |
| Agosto    | Hansi Flick       | Barcelona          | Raphinha           | Barcelona       | Juan Cruz        | Leganés         | Diego Conde     | Villarreal         | [ 9 ] [ 10 ] [ 11 ] [ 12 ]  |
| Setembro  | Ernesto Valverde  | Athletic Bilbao    | Lamine Yamal       | Barcelona       | Abdul Mumin      | Rayo Vallecano  | Marko Dmitrović | Leganés            | [ 13 ] [ 14 ] [ 15 ] [ 16 ] |
| Outubro   | Hansi Flick       | Barcelona          | Robert Lewandowski | Barcelona       | Luka Sučić       | Real Sociedad   | Jan Oblak       | Atlético de Madrid | [ 17 ] [ 18 ] [ 19 ] [ 20 ] |
| Novembro  | Míchel            | Girona             | Vinícius Júnior    | Real Madrid     | Munir El Haddadi | Leganés         | Diego Conde     | Villarreal         | [ 21 ] [ 22 ] [ 23 ] [ 24 ] |
| Dezembro  | Diego Simeone     | Atlético de Madrid | Jude Bellingham    | Real Madrid     | Ladislav Krejčí  | Girona          | Marko Dmitrović | Leganés            | [ 25 ] [ 26 ] [ 27 ] [ 28 ] |
| Janeiro   | José Bordalás     | Getafe             | Kylian Mbappé      | Real Madrid     | Javi Puado       | Espanyol        | Sergio Herrera  | Osasuna            | [ 29 ] [ 30 ] [ 31 ] [ 32 ] |
| Fevereiro | Hansi Flick       | Barcelona          | Oihan Sancet       | Athletic Bilbao | Vinícius Júnior  | Real Madrid     | Joan García     | Espanyol           | [ 33 ] [ 34 ] [ 35 ] [ 36 ] |
| Março     | Manuel Pellegrini | Betis              | Isco               | Betis           | Umar Sadiq       | Valencia        | Joan García     | Espanyol           | [ 37 ] [ 38 ] [ 39 ] [ 40 ] |
| Abril     | Manolo González   | Espanyol           | Pedri              | Barcelona       | Nico Williams    | Athletic Bilbao | Ørjan Nyland    | Sevilla            | [ 41 ] [ 42 ] [ 43 ] [ 44 ] |

### Prêmios anuais
| Equipe da Temporada EA SPORTS | Equipe da Temporada EA SPORTS | Equipe da Temporada EA SPORTS |
| Pos.                          | Jogador                       | Clube                         |
| ----------------------------- | ----------------------------- | ----------------------------- |
| GO                            | Joan García                   | Espanyol                      |
| GO                            | Thibaut Courtois              | Real Madrid                   |
| DE                            | Antonio Rüdiger               | Real Madrid                   |
| DE                            | Iñigo Martínez                | Barcelona                     |
| DE                            | Dani Vivian                   | Athletic Club                 |
| DE                            | Pau Cubarsí                   | Barcelona                     |
| DE                            | Jules Koundé                  | Barcelona                     |
| DE                            | Andrei Rațiu                  | Rayo Vallecano                |
| ME                            | Pedri                         | Barcelona                     |
| ME                            | Federico Valverde             | Real Madrid                   |
| ME                            | Álex Baena                    | Villarreal                    |
| ME                            | Jude Bellingham               | Real Madrid                   |
| ME                            | Rodrigo De Paul               | Atlético Madrid               |
| ME                            | Isco                          | Real Betis                    |
| AT                            | Lamine Yamal                  | Barcelona                     |
| AT                            | Raphinha                      | Barcelona                     |
| AT                            | Kylian Mbappé                 | Real Madrid                   |
| AT                            | Vinícius Júnior               | Real Madrid                   |
| AT                            | Antoine Griezmann             | Atlético Madrid               |
| AT                            | Robert Lewandowski            | Barcelona                     |
| AT                            | Julián Alvarez                | Atlético Madrid               |
| AT                            | Iago Aspas                    | Celta Vigo                    |

Os jogadores em negrito são o onze principal.